# 洪常秀
洪常秀（韩语：／ Hong Sang-soo */?，1960年10月25日—），韓國電影導演。洪常秀誕生於韓國獨立製片運動，他是目前韓國最具實驗精神的獨立電影導演。他也是韓國第一代留學導演，善於將國外學到的實驗電影精神融會貫通到韓國電影之中。

## 生平
洪常秀父母經營一家電影製作公司，因此他在年幼的時候便開始接觸外語電影；他在受訪時表示他在27歲之前對於拍攝劇情長片並沒有興趣，只想專精拍攝實驗短片，直到他在美國芝加哥看了法國導演羅伯特·布列松1951年的電影《鄉村牧師日記》之後，他才開始相信劇情長片也可以傳達他想要傳達的概念。
返國後，他在1996年完成他的首部劇情長片《豬墮井的那天》，受到韓國影評推崇，並在鹿特丹影展獲得最大獎金虎獎。

### 國際成就
洪常秀在海外受到影評大力推崇，並有許多欣賞他作品風格的觀眾；自從2004年他首度以《女人是男人的未來》挺進第57屆坎城影展正式競賽單元以來，他共有4次進入坎城影展正式競賽單元(另外三次分別是2005年《劇場前》、2012年《愛，在他鄉》與2017年)；另外他也有6次進入柏林影展正式競賽單元，分別是他赴法國拍攝的《日日夜夜》(2008)、請來英國女演員珍·柏金客串的《無人的女兒海媛》(2013)、讓女演員金珉禧獲得最佳女演員銀熊獎的《獨自在夜晚的海邊》(2017)、獲得最佳導演銀熊獎的《逃亡的女人》(2020)、獲得最佳劇本銀熊獎的《引言》(2021)以及獲得評審團大獎銀熊獎的(2022)及《旅行者的需求》(2024)。
在法國電影雜誌《電影筆記》每年公布的年度10大佳片名單裡，洪常秀的電影目前共入選過9次，是韓國導演最多，分別是《劇場前》(2005年第8名)、《愛，在他鄉》(2012年第5名)、《無人的女兒海媛》(2013年第8名)、《我們善熙》(2014年第10名)、(2017年第5名)、《獨自在夜晚的海邊》(2018年第7名)、《逃亡的女人》(2020年第2名)、《江邊旅館》(2020年第6名)與《引言》(2022年第8名)。

### 私人生活
2016年，韓國媒體報導洪常秀與曾合作過《這時對，那時錯》(2015)的女演員金珉禧發生婚外情，兩人在隔年又完成三部電影，並在《獨自在夜晚的海邊》於第67屆柏林影展首映與頒獎典禮上首度共同牽手出席公開場合；同年三月，在首爾的首映會上他承認雙方目前正在交往，他也早與妻子分居，正在進行離婚官司。2019年，韓國法院駁回洪常秀的離婚訴訟。

## 風格
洪常秀電影作品的主題通常是男女之間的愛情，並時常有重複出現的元素；電影場景常發生在日常生活中的場域，像是街道、咖啡店、飯店、學校與住宅樓梯，電影中角色也像是在過日常生活般在城市遊走、喝燒酒與做愛，並佐以長鏡頭拍攝角色間的對話。
他的電影拍攝預算通常很低，每部平均約美金十萬元。他通常拍攝前沒有固定的劇本，他會在當天凌晨寫好當天要拍攝的對話內容，並採取自由的方式在現場取景與改變劇情走向。

## 電影作品
| 年分 | 電影                   | 電影原名                            | 備註                                                                      |
| ---- | ---------------------- | ----------------------------------- | ------------------------------------------------------------------------- |
| 1996 | 《豬墮井的那天》       | 돼지가 우물에 빠진 날               |                                                                           |
| 1998 | 《江原道之力》         | 강원도의 힘                         | 青龍電影獎最佳導演獎                                                      |
| 2000 | 《處女心經》           | 오! 수정                            |                                                                           |
| 2002 | 《生活的發現》         | 생활의 발견                         |                                                                           |
| 2004 | 《女人是男人的未來》   | 여자는 남자의 미래다                | 提名-坎城影展金棕櫚獎                                                     |
| 2005 | 《劇場前》             | 극장전                              | 提名-坎城影展金棕櫚獎                                                     |
| 2006 | 《海邊的女人》         | 해변의 여인                         | 提名-亞洲電影大獎最佳導演 提名-亞洲電影大獎最佳編劇                       |
| 2008 | 《日日夜夜》           | 밤과 낮                             | 提名-柏林影展金熊獎                                                       |
| 2009 | 《懂得又如何》         | 잘 알지도 못하면서                  | 提名-亞洲電影大獎最佳編劇                                                 |
| 2010 | 《愛情，說來可笑》     | 하하하                              | 坎城影展一種注目單元最佳影片                                              |
| 2010 | 《》                   | 옥희의 영화                         |                                                                           |
| 2011 | 《》                   | 북촌 방향                           |                                                                           |
| 2012 | 《愛，在他鄉》         | 다른 나라에서                       | 提名-坎城影展金棕櫚獎                                                     |
| 2013 | 《無人的女兒海媛》     | 누구의 딸도 아닌 해원               | 提名-柏林影展金熊獎                                                       |
| 2013 | 《我們善熙》           | 우리 선희                           | 盧卡諾影展最佳導演獎 提名-盧卡諾影展金豹獎                                |
| 2014 | 《自由之丘》           | 자유의 언덕                         | 南特影展金熱氣球獎 提名-亞洲電影大獎最佳導演                              |
| 2015 | 《這時對，那時錯》     | 지금은맞고그때는틀리다              | 盧卡諾影展金豹獎                                                          |
| 2016 | 《戀妳非妳》           | 당신자신과 당신의 것                | 聖賽巴斯提安影展最佳導演獎 提名-聖賽巴斯提安影展金貝殼獎                  |
| 2017 | 《獨自在夜晚的海邊》   | 밤의 해변에서 혼자                  | 提名-柏林影展金熊獎                                                       |
| 2017 | 《》                   | La Caméra de Claire 클레어의 카메라 |                                                                           |
| 2017 | 《》                   | 더 데이 애프터                      | 提名-坎城影展金棕櫚獎 提名-亞洲電影大獎最佳影片 提名-亞洲電影大獎最佳導演 |
| 2018 | 《草叶集》             | 풀잎들                              |                                                                           |
| 2018 | 《江邊旅館》           | 강변호텔                            | 提名-盧卡諾影展金豹獎                                                     |
| 2020 | 《逃亡的女人》         | 도망친 여자                         | 柏林影展最佳導演銀熊獎 提名-柏林影展金熊獎                                |
| 2021 | 《引言》               | 인트로덕션                          | 柏林影展最佳劇本銀熊獎 提名-柏林影展金熊獎                                |
| 2021 | 《在你面前》           | 당신의 얼굴 앞에서                  |                                                                           |
| 2022 | 《》                   | 소설가의 영화                       | 柏林影展評審團大獎銀熊獎 提名-柏林影展金熊獎                              |
| 2022 | 《塔》                 | 탑                                  | 提名-聖賽巴斯提安影展金貝殼獎                                             |
| 2023 | 《在水中》             | 물 안에서                           | 提名-柏林影展邂逅單元最佳影片                                             |
| 2023 | 《》                   | 우리의 하루                         |                                                                           |
| 2024 | 《旅行者的需求》       | 여행자의 필요                       | 柏林影展評審團大獎銀熊獎                                                  |
| 2024 | 《在溪边》             | 수유천                              | 提名-盧卡諾影展金豹獎                                                     |
| 2025 | 《大自然对你说了什么》 | 그 자연이 네게 뭐라고 하니          | 提名-柏林影展金熊奖                                                       |

## 外部連結
- 洪常秀在韩国电影数据库（KMDb）上的資料（韓語）
- 洪常秀在互联网电影资料库（IMDb）上的資料（英文）
- NAVER （页面存档备份，存于）